# Berberis beauverdiana
Berberis beauverdiana,  estrella,   es una especie de planta con flor en la familia de las Berberidaceae.

## Descripción
Es endémica del Perú. Aún no tiene estatus de amenaza de extinción; pero esta especie perenne tiene registros de seis subpoblaciones,  en la vertiente del Pacífico, en el norte del Perú, en las cuencas de los ríos Marañón y Huancabamba. Incendios intencionales pueden afectar seriamente sus poblaciones.

## Taxonomía
Berberis vulgaris fue descrita por Camillo Karl Schneider y publicado en Bulletin de l'Herbier Boissier, sér. 2, 5: 817. 1905.
Etimología
Berberis: nombre genérico que es la forma latinizada del nombre árabe de la fruta.
beauverdiana: epíteto otorgado en honor del botánico suizo Gustave Beauverd  (1867 - 1942).